# Oskar von Wächter
Oskar von Wächter, född 29 april 1825 i Tübingen, död 15 juni 1902 i Stuttgart, var en tysk jurist. Han var son till Karl Georg von Wächter. 
Wächter var advokat i Stuttgart 1849–1869. Han uppträdde kraftigt mot det av württembergska regeringen 1857 ingångna konkordatet med påvestolen och kämpade för kyrkans skiljande från staten. Han var ledamot av württembergska lantdagen 1862–1868 – varunder han 1866 motsatte sig deltagandet i kriget mot Preussen – och 1872–1876. 
Wächter uppsatte 1868 det folkliga veckobladet "Der Landbote". Han utgav arbeten över litterär och konstnärlig äganderätt, över handels- och växelrätt samt inom rättshistoriens område: Vemgerichte und Hexenprocesse in Deutschland (1882). Han uppträdde för den evangeliska kyrkans självständighet i Sydtyskland samt utgav flera arbeten om och av teologen Johann Albrecht Bengel.